# Peter Kemmer
Peter Kemmer (* 1955/1956) ist ein deutscher Basketballfunktionär und ehemaliger -spieler.

## Laufbahn
Kemmer stieg als Spieler 1987 mit dem FC Bayern München von der 2. Basketball-Bundesliga in die Basketball-Bundesliga auf und stand dort bis zum Abstieg zwei Jahre später auf dem Feld. Noch als Zweitligist schaffte der Flügelspieler mit dem FCB den Einzug ins Halbfinale des DBB-Pokals. 1988 übernahm er die Leitung der Basketballabteilung des FC Bayern und blieb bis 2013 im Amt.
Beruflich wurde er als Lehrer in den Fächern Sport, Spanisch und katholische Theologie tätig und wurde im Laufe dieser Tätigkeit Schulleiter des Städtischen Luisengymnasium München. Dieses Amt übte er 13 Jahre lang aus. Zudem war Kemmer Abteilungsleiter im Schulreferat der Stadt München. Später wurde er Leiter des Phorms Campus München, einer zweisprachigen Privatschule.